# Koksárenský plyn

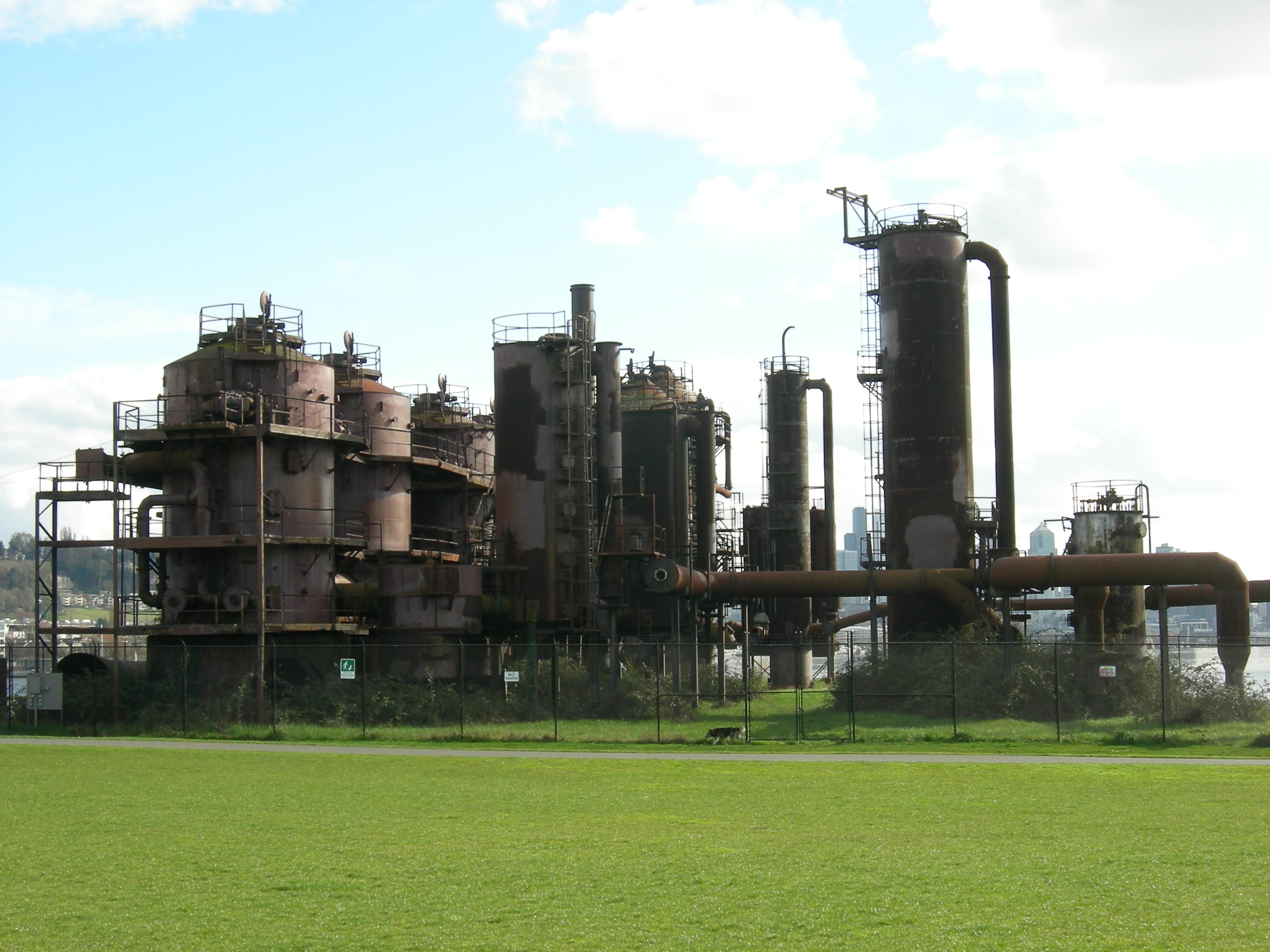
Firma Gas Works Park v Seattlu zachovala zařízení k výrobě koksárenského plynu, jde o jediné dochované zařízení tohoto typu v USA

Koksárenský plyn je směs plynů vznikající při koksování černého uhlí. Pro další využití je nutno ho vyčistit, přičemž se odstraňují např. dehet, benzol, sulfan, naftalen a amoniak. Jedná se o hořlavý plyn charakteristického zápachu. Obsahuje mj. vodík (až 60 %), methan a oxid uhelnatý (až 10 %). Vzhledem k obsahu oxidu uhelnatého je jedovatý. Kromě použití jako zdroje vodíku se koksárenský plyn používá také pro spalování. Obdobou koksárenského plynu je svítiplyn, který se získává převážně tlakovým zplyňováním hnědého uhlí kyslíkem a vodní parou. Jeho výhřevnost je 15,62 MJ/m³.

## Exploze
Koksárenský plyn hrál hlavní roli ve zničení ostravského mostu Pionýrů, kdy došlo k výbuchu nashromážděného plynu v mostní konstrukci. Tato událost se stala 25. listopadu 1976. Plyn byl veden potrubím, které bylo uloženo v mostní konstrukci. Tento most spojoval slezskou a moravskou část Ostravy, těžba probíhala ve slezské části a tak došlo k poddolování jedné části mostní konstrukce, to mělo za následek poškození potrubí, které bylo zavěšeno na mostní konstrukci a vedlo koksárenský plyn. Vlivem nedostatečné kontroly a všudypřítomného zápachu v Ostravě nepřišlo nikomu nic zvláštního. Za explozí pravděpodobně stojí jiskra ze sběrače trolejbusu nebo vznícení od pouličního osvětlení na mostě. Tehdejší stranické orgány a vedení města uvalily na celou událost informační embargo. Během exploze místem projížděl trolejbus a došlo k lehkým zraněním cestujících. 